# Mill italià
|  | Aquest article tracta sobre la planta herbàcia. Si cerqueu la planta que fa panotxes, vegeu «dacsa». |

El mill italià (Setaria italica) més conegut per altres termes polisèmics com panís, cua de guilla o trepó, és una espècie de xereix i el segon dels cereals anomenats mills més sembrats en el món i el més important dels mills a Àsia oriental. És una planta anual de tiges primes, però fortes, de mig metre a 1 metre d'alçada (però que poden arribar als 2 m). Produeix una panícula densa i pilosa. Les llavors són petites (d'uns 2 mm). La planta es sembra a la primavera i madura en uns dos mesos i mig. Prové de la planta silvestre Setaria viridis se'n diferencia principalment per la forma de dispersar les llavors."
Es pot menjar bullida com es fa amb l'arròs, però les seves llavors també es donen als ocells de gàbia com a aliment. Fins i tot se n'ha fet un ús ornamental.
El seu conreu és molt antic i ja es cultivava a la Xina el VI mil·lenni aC. També s'han trobat restes en el jaciments arqueològics dels ibers de fa uns 2.500 anys, i fins i tot de la Primera edat del ferro.